# Teddybär total
Die Teddybär total (Eigenschreibweise TEDDYBÄR TOTAL) ist eine jeweils am letzten April-Wochenende in Münster in Westfalen stattfindende Fachmesse für Teddybär-Kunst und fand 1995 erstmals in Hennef statt. Die Teddybär total ist nach Darstellung der Veranstalter die weltweit größte Messe für Teddybären.
Die Messe umfasst eine Verkaufsbörse für Teddy-Künstler und bietet Manufakturen eine Darstellungsmöglichkeit. Darüber hinaus zeigt sie in wechselnden Ausstellungen historische Exponate. Mit der Messe verknüpft ist der Golden George, ein internationaler Wettbewerb für Teddybären-Künstler. Veranstalter der Teddybär total ist Wellhausen & Marquardt Medien.

## Vorgeschichte
Die erste Teddybär total wurde 1995 von Jürgen Cieslik und Manfred Schepp in Hennef veranstaltet. Sie entwickelt sich zur angeblich weltgrößten Teddybären-Messe und zog internationales Publikum an. Aufgrund der Schließung des Veranstaltungsgebäudes zog die Messe im Jahr 2003 nach Münster. Frank Wohlfarth, Verleger aus Duisburg, übernahm zunächst die Anteile von Manfred Schepp und später auch von Jürgen Cieslik. In der Folge verlegte er die Messe 2008 nach Rheda-Wiedenbrück, wo sowohl Aussteller- als auch Besucherzahlen stark rückläufig waren. Mit der Messe 2012 übernahm das Verlagshaus Wellhausen & Marquardt Medien die Teddybär total und veranstaltet sie seither wieder in Münster.

## Aussteller-Struktur
Die Teddybär total ist ein Treffpunkt internationaler Teddy-Künstler. Sie stellen das Gros der Aussteller. Zumeist handelt es sich um Privatpersonen oder Kleinstunternehmer, die Einzelstücke fertigen und im Rahmen der Messe verkaufen. Auch Manufakturen nutzen die Plattform zur Präsentation ihrer Produkte und zur Pflege des Sammlermarktes. Zubehör-Händler bieten Stoffe und Werkzeuge zum Selbermachen an.

## Teddybär total 2012
Vom 14. bis 15. April 2012 präsentierten 230 Aussteller (davon rund 50 % aus dem Ausland) aus 18 Ländern ihre Produkte auf insgesamt 4.500 Quadratmetern Fläche. An den beiden Messetagen kamen rund 5.000 Besucher. Eine Ausstellung zeigt Exponate aus 110 Jahren Steiff-Geschichte. Highlight war ein Trauerbär, der anlässlich des Titanic-Untergangs 1912 aus dem Hause Steiff auf den Markt kam und 100 Jahre nach dem Unglück im Rahmen der Messe an das Steiff Auktionshaus TeddyDorado GmbH übergeben wurde.

## Teddybär total 2013
Insgesamt 270 Aussteller (davon rund 60 % aus dem Ausland) aus 23 Nationen präsentierten auf 4.500 Quadratmetern für rund 6.000 Besucher ihre Arbeiten. Eine Ausstellung zeigte Exponate aus der hundertjährigen Firmengeschichte von Teddy-Hermann.

## Teddybär total 2014
Der Fokus der Veranstaltung 2014 lag auf dem 20. Geburtstag der Messe. Ausstellungen zeigten historische Steiff-Exponate, Sondereditions-Bären aus 20 Messe-Jahren sowie Designer-Mode aus Mohair. Insgesamt 306 Aussteller aus 27 Nationen präsentierten auf 4.500 Quadratmetern für rund 6.000 Besucher ihre Arbeiten.

## Teddybär total 2015
Erstmals wurde die Messe um eine zweite Veranstaltung ergänzt. Der Internationale Puppenfrühling fand parallel in einer zweiten Messehalle statt. Tickets galten je für beide Veranstaltungen. Die Teddybär Total selbst hatte 293 Aussteller aus 25 Nationen, die ihre Arbeiten auf 4.500 Quadratmetern präsentierten. Beide Messen zusammen hatten nach Veranstalterangaben rund 6.800 Besucher.